# × Orchiplatanthera andreasii
× Orchiplatanthera andreasii – hybrydowy gatunek roślin z monotypowego rodzaju × Orchiplatanthera z rodziny storczykowatych (Orchidaceae). Gatunek jest endemitem Niemiec w Europie. Formuła hybrydowa to Orchis pallens × Platanthera chlorantha.

## Systematyka
Gatunek sklasyfikowany do podplemienia Orchidinae w plemieniu Orchideae, podrodzina storczykowe (Orchidoideae), rodzina storczykowate (Orchidaceae), rząd szparagowce (Asparagales) w obrębie roślin jednoliściennych.